# Мария Молцер
Мария Молцер (на нидерландски: Maria Moltzer) е нидерландски психоаналитик, пионер в психоанализата и представител на аналитичната психология.

## Биография
Родена е на 15 октомври 1874 година в Нидерландия, в богато семейство на индустриалец, притежаващ фабрика за спиртни напитки. Тя протестира против бизнеса на баща си и става медицинска сестра по тази причина. През 1910 г. отива да се обучава при Юнг в Цюрих, а една година по-късно участва в Международния конгрес по психоанализа във Ваймар. Работи като асистент в клиниката Бургхьолцли. През 1913 г. отваря собствена практика в Цюрих, където също има тесни професионални отношения с Франц Риклин. През 1920 г. се прибира в Холандия, където остава до края на живота си.
Умира през 1944 година на 69-годишна възраст.